# Jagdpanzer 38(t)
Jagdpanzer 38(t) (Sd.Kfz. 138/2), cunoscut după război și sub numele de Hetzer (în traducere din germană: hăituitor) a fost un vânător de tancuri ușor folosit de Germania nazistă în timpul celui de-al Doilea Război Mondial. Bazat pe șasiul tancului Panzer 38(t), Hetzer s-a dovedit a fi un model de succes, fiind folosit și după război într-o variantă îmbunătățită până la începutul anilor 1970.

## Proiectare

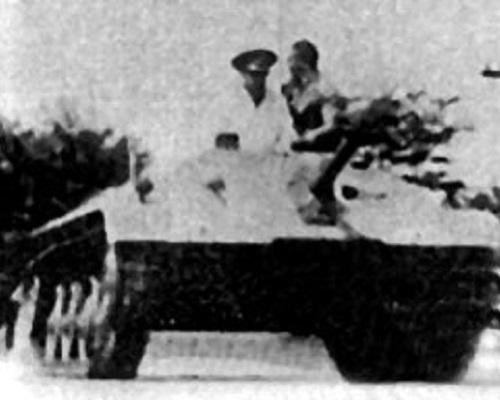
Vânătorul românesc Mareşal care a fost model pentru Jagdpanzer 38(t)

Inițial, nu s-a dorit proiectarea și construcția unui tun de asalt Sturmgeschütz pe șasiul folosit de către Panzer 38(t), însă pe 26 noiembrie 1943 Berlinul a fost bombardat puternic. Producția de tunuri de asalt Sturmgeschütz III de la fabrica Alkett a fost afectată serios drept consecință. Oberkommando des Heeres (înaltul comandandament al armatei germane) a luat în considerare mutarea producției StuG III la uzinele Böhmisch-Mährische Maschinenfabrik (numite anterior ČKD) din Cehia. Acestea nu erau însă capabile să producă tunul de asalt StuG III din cauza limitărilor tehnologice. Hitler a decis ca întreaga producție de la fabricile BMM (Fabrica de mașini boemio-moravă) să se concentreze pe proiectarea și construirea unui leichte Jagdpanzer (în traducere, vânător de tancuri ușor).
Încă din luna martie 1943, generalul Heinz Guderian a cerut proiectarea unui vânător de tancuri ușor care să înlocuiască modelele anterioare mult prea fragile, precum seria Marder sau Panzerjäger I. Proiectul a trecut de la faza de planificare la producția în masă după doar 4 luni de zile, fiind inspirat din designul prototipurilor românești ale vânătorului de tancuri Mareșal. Asamblarea lui Hetzer a început în aprilie 1944 la uzinele BMM, apoi din septembrie 1944 la uzinele Skoda. Vehiculul era echipat cu tunul de 7,5 cm PaK 39 L/48. Armamentul secundar consta într-o mitralieră MG 34 (sau MG 42 ulterior) montată pe suprastructură și acționată de încărcător din interior. Acesta observa țintele printr-un periscop, însă totuși trebuia să iasă în exteriorul vehiculului blindat pentru a reîncărca arma.
În comparație cu Panzer 38(t), noul vehicul beneficia de șenile mai late, blindaj mai gros, armament superior și un motor mai puternic. Blindajul frontal era înclinat la 60° și avea o grosime de 60 mm. Vehiculul era fiabil, ieftin și avea o siluetă joasă. Din cauza suprastructurii complet închise, Hetzer cântărea cu 5 tone mai mult decât Marder III. Jagdpanzer 38(t) avea însă și multe dezavantaje, precum spațiul interior foarte înghesuit, o rază de mișcare limitată a tunului din cauza montării în partea dreaptă a vehiculului și vizibilitate foarte redusă pentru echipaj. Când toate obloanele erau închise, echipajul nu putea în practică să vadă nimic în partea dreaptă. Tunul de 7,5 cm avea cel mai mic unghi de foc în plan orizontal dintre toți vânătorii de tancuri construiți de Germania nazistă. Din acest motiv, vehicului trebuia rotit cu totul pentru a ținti blindatele mai rapide. Deși Hetzer trebuia să atingă o viteză maximă de 60 km/h pentru a compensa blindajul mai subțire, modelul de producție nu atingea decât aproximativ 40 km/h.

## Denumire
Numele Hetzer a fost folosit pentru un proiect relativ asemănător, intitulat E-10. Uzinele Skoda au folosit greșit această denumire pentru proiectul lor timp de câteva săptămâni până cand situația s-a clarificat în documente. Confuzia s-a răspândit și în rândul trupelor. Astfel, în iulie 1944, un batalion antitanc a menționat numele de Hetzer în rapoarte. Din acest motiv, Heinz Guderian i-a raportat lui Hitler în mod eronat că Hetzer a fost o poreclă inventată ad-hoc de soldați. Situația s-a remediat când din august până la sfârșitul războiului a fost folosită denumirea oficială de Jagdpanzer 38(t). După război, acest vânător de tancuri a continuat să fie denumit Hetzer.

## Utilizare

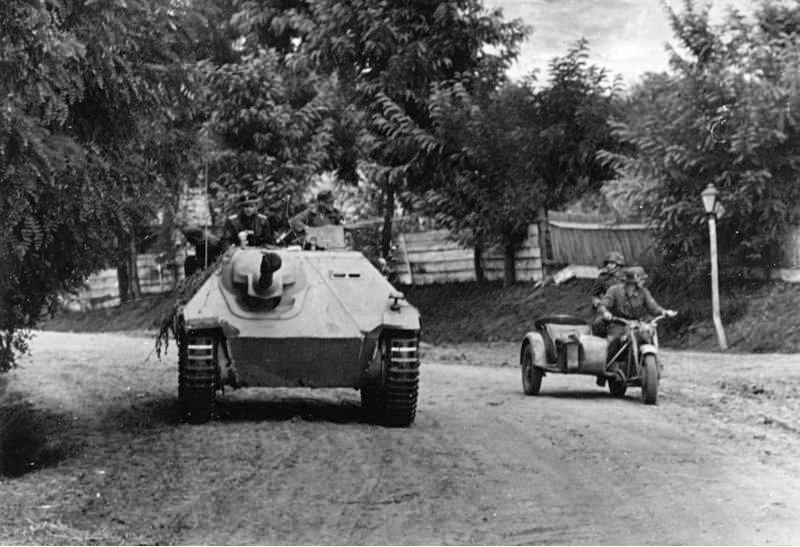
Înălțimea unui vânător de tancuri Hetzer în comparație cu o motocicletă.

Din cele 41 de proiectile disponibile, 35 erau perforante, iar 6 erau explozive. Când erau disponibile, proiectilele avansate din wolfram erau utilizate împotriva tancurilor grele sovietice. Tunul era capabil să perforeze un blindaj gros de 86 de mm de la distanța de 1 km și 65 de mm de la distanța de 2 km. Astfel, majoritatea blindatelor Aliaților erau vulnerabile la atacul vânătorului de tancuri. Acuratețea tunului era de 99% pentru țintele aflate la distanța de 1000 de metri.
Hetzer erau organizate în Panzerjägerabteilungen (batalioane antitanc) în cadrul diviziilor de infanterie. Principala problemă a acestui vânător de tancuri era protecția slabă în lateral și în partea din spate. Tancul putea distruge ușor și putea fi distrus ușor. Succesul acestui vehicul a constat în modul corect de utilizare pe câmpul de luptă și nivelul de instrucție al echipajelor. Fiabilitatea era maximă: un batalion a parcurs 160 de kilometri în Rusia fără ca nici un Hetzer să se cedeze. Fiindcă scopul lui Jagdpanzer 38(t) era să acționeze precum un tun anticar mobil, batalioanele de vânători de tancuri s-au achitat bine inițial de sarcina lor, ele nefiind folosite decât defensiv. Spre finalul războiului însă, lipsa cronică de tancuri din armata germană a făcut ca Hetzer să fie folosit ca substitut al tancurilor cu rezultate dezastruoase. Vânătorul de tancuri era copleșit atunci când era atacat din flanc sau trimis în ofensivă. Blindajul lateral subțire nu era proiectat să reziste decât la puștile antitanc și schijele artileriei. Tunul nu putea fi folosit eficient pe teren accidentat în cazul atacului din flanc, fiindcă avea câmp de tragere orizontal limitat: vehiculul trebuia rotit cu totul. Această manevră era deosebit de periculoasă pe teren accidentat din cauza șenilelor fragile, existând riscul real ca Hetzer să rămână imobilizat în mijlocul luptelor.
Deși planul OKW era ca producția să atingă 1000 de unități pe lună până în luna martie 1945, Jagdpanzer 38(t) nu a fost produs decât în aproximativ 2500-2600 de exemplare. Producția nu a depășit niciodată mai mult de 434 de unități pe lună (atinsă în ianuarie 1945), fiind afectată încontinuu de bombardamentele Aliaților și de lipsa de experiență a muncitorilor de la uzinele Skoda în domeniul construcției tancurilor.
30 de bucăți trebuiau să fie livrate României în lunile iulie și august 1944, însă datorită producției insuficiente și evenimentelor survenite după 23 august 1944, comanda nu a fost onorată. 75 de vânători de tancuri Hetzer au fost livrați Ungariei în decembrie 1944 și ianuarie 1945.

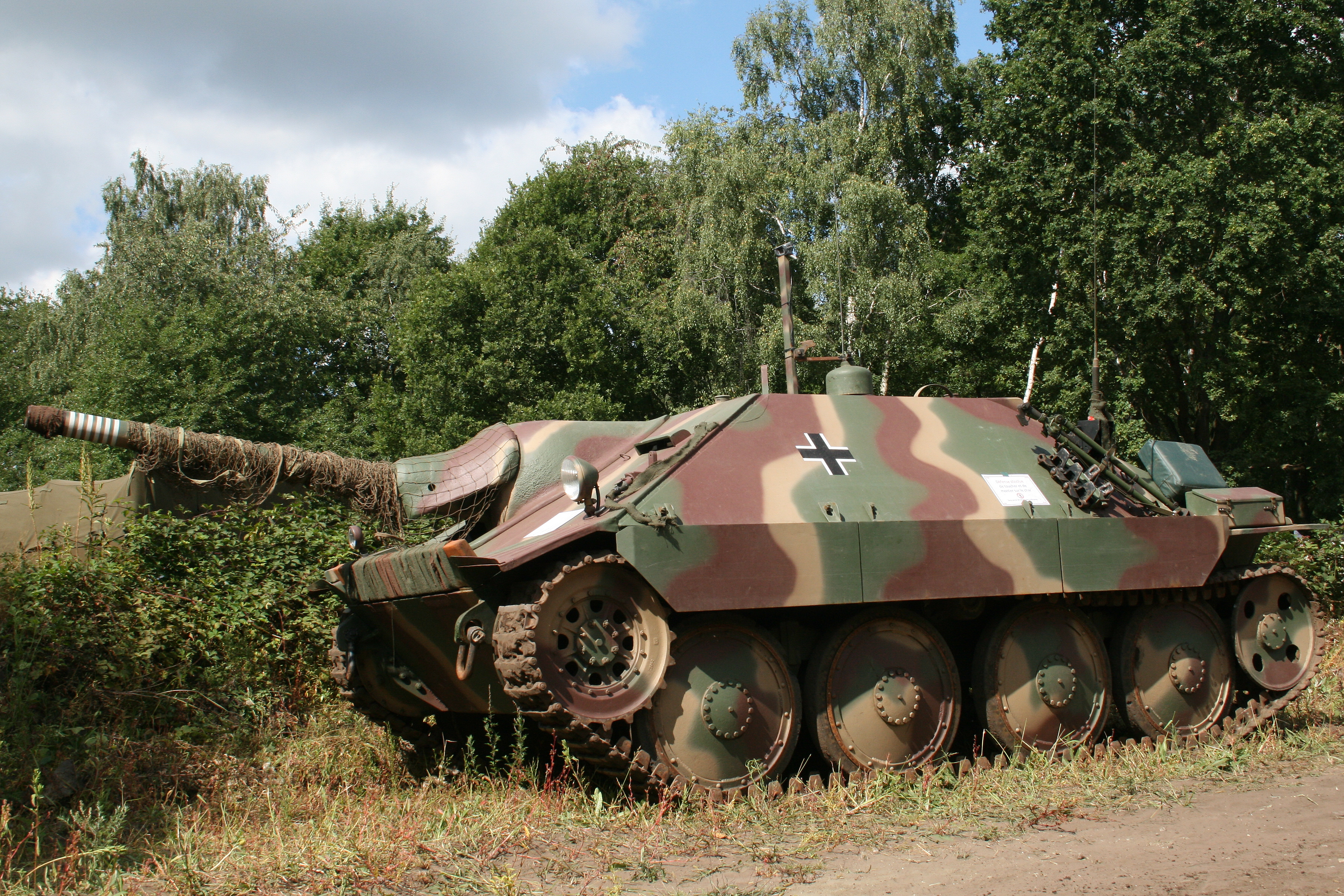
Mascarea vânătorului de tancuri Hetzer era facilă din cauza dimensiunilor reduse.

### Utilizare în România
Două autotunuri Hetzer au fost capturate în timpul luptelor pentru eliberarea Transilvaniei (septembrie-octombrie 1944). Acestea au fost folosite de trupele române pentru o scurtă perioadă, însă au fost predate mai târziu Armatei Roșii conform termenilor armistițiului semnat pe 12 septembrie 1944 între Uniunea Sovietică și Regatul României.

### Utilizare după război
După război, Cehoslovacia a continuat să producă acest tip de vehicul. În 1946, 158 de bucăți din varianta G-13 au fost exportate în Elveția. Ele au fost folosite până la începutul anilor 1970. Armata Cehoslovaciei a continuat să folosească Hetzer după terminarea războiului până la sfârșitul anilor 1950. Suedia a cumpărat în 1947 un singur vehicul pentru teste.

## Variante

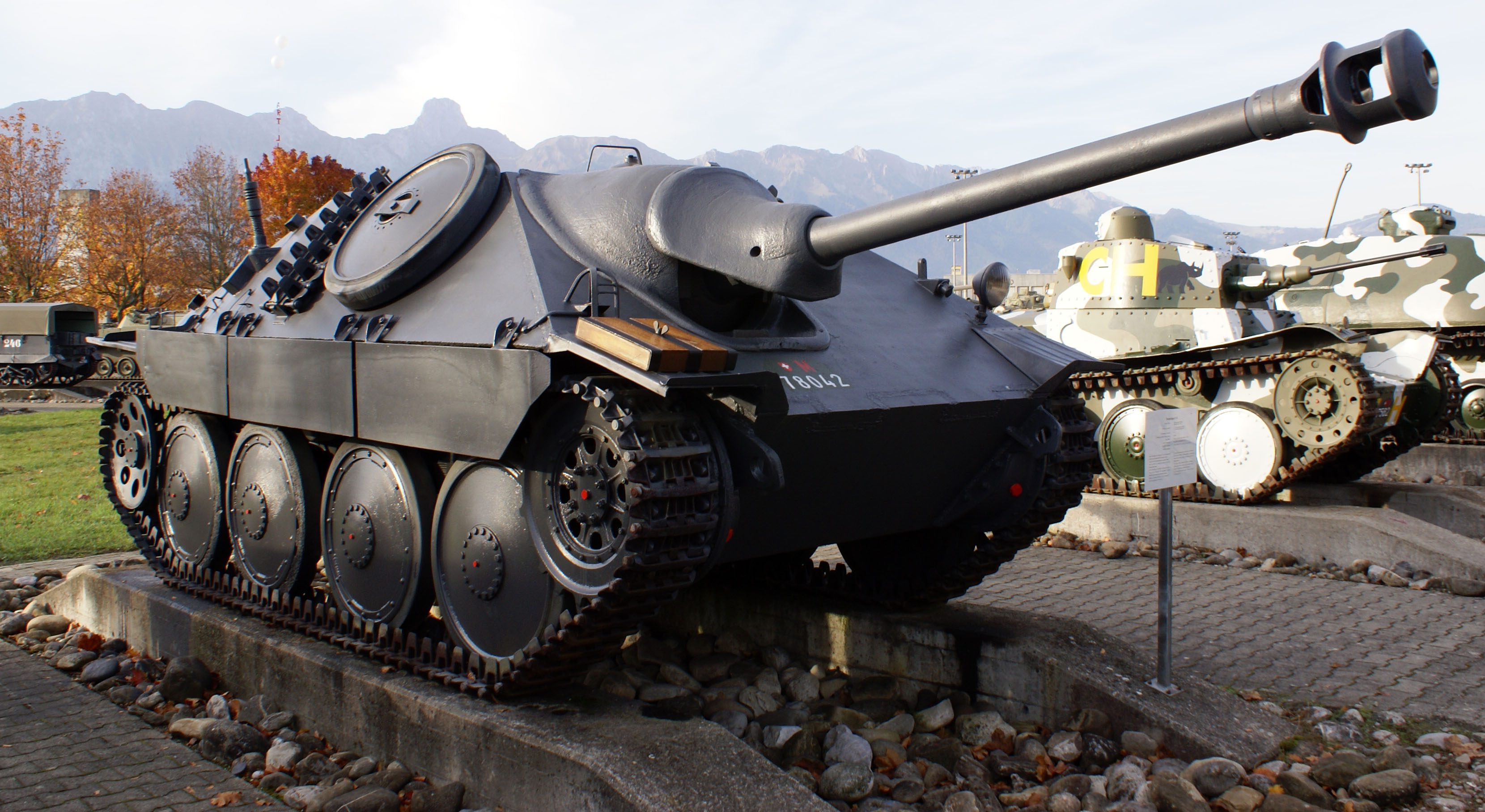
Panzerjäger G-13 expus la Muzeul Tancului din Thun (Elveția).

- Flammpanzer 38(t) Hetzer - În decembrie 1944, 20 de vehicule au fost echipate cu aruncătoare de flăcări pentru ofensiva din Ardeni.
- Bergepanzer 38(t) Hetzer - Vehicule destinate recuperării vânătorilor de tancuri Hetzer avariați. 106 au fost fabricate și 64 au fost transformate.
- 15 cm schweres Infanteriegeschütz 33/2(Sf) auf Jagdpanzer 38(t) Hetzer - tunuri de asalt asamblate prin montarea unui tun sIG33 de calibru 15 cm pe șasiul Bergenpanzer. 6 au fost transformate astfel și 24 au fost fabricate în decembrie 1944.
- Jagdpanzer 38(t) Starr - Versiune echipată cu un tun rigid, fară recul. 10 unități au fost construite, iar producția în serie trebuia să înceapă în mai 1945.
- Panzerjäger G-13 - Versiunea folosită de armata elvețiană după război. 158 de bucăți importate din Cehoslovacia. Principala diferență era folosirea unei frâne de gură pentru tun și schimbarea poziției între încărcător și comandant. Două treimi dintre vehicule au fost dotate cu motoare diesel Saurer între anii 1952-1953.[20] Au fost folosite până în 1970.[7]
- ST-I - Varianta fabricată de Cehoslovacia după război. Denumirea venea de la Stihac Tanku (vânător de tancuri).
- ST-III  - Versiune specială fabricată de Cehoslovacia pentru instruirea mecanicilor conductori.